# Drogi na Madagaskarze

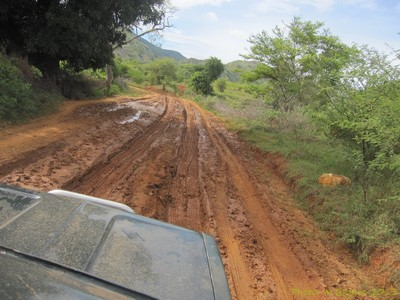
Route nationale 5a w Madagaskarze

Poniżej znajduje się lista dróg biegnących przez teren Madagaskaru. Duża część tych dróg to drogi nieutwardzone.
| Nazwa drogi | Długość (km) | Przebieg drogi                                              | Stan |
| ----------- | ------------ | ----------------------------------------------------------- | --- |
| N1          | 149          | Antananarywa – Analavory – Tsiroanomandidy – Belobaka       | częściowo utwardzona                                                                                         |
| N1b         | 94           | Analavory – Babetville – Tsiroanomandidy                    | |
| N2          | 367          | Antananarywa – Toamasina                                    | utwardzona, w dobrej kondycji                                                                                |
| N3          | 91           | Antananarywa – Anjozorobe – Alaotra                         | utwardzona                                                                                                   |
| N3a         | 149          | Alaotra – Andilamena                                        | utwardzona, w dobrej kondycji                                                                                |
| N3b         | 106          | Sambava – Andapa                                            | utwardzona, w dobrej kondycji                                                                                |
| N4          | 570          | Antananarywa – Mahajanga                                    | utwardzona                                                                                                   |
| N5          | 402          | Toamasina – Maroantsetra                                    | utwardzone jest pierwsze 150 km drogi, pozostała część drogi nieutwardzona, w złej kondycji                  |
| N5a         | 406          | Ambilobe – Antalaha                                         | nieutwardzona na odcinku Ambilobe – Vohemar; pozostały odcinek utwardzony, w dobrej kondycji                 |
| N6          | 706          | Antsiranana – Ambondromamy                                  | utwardzona                                                                                                   |
| N7          | 920          | Antananarywa – Toliara                                      | utwardzona, w dobrym stanie                                                                                  |
| N8          | 198          | Morondava – Belon'i Tsiribihina – Bekopaka                  | nieutwardzona                                                                                                |
| N8a         | 119          | Maintirano - Antsalova                                      | |
| N9          | 382          | Toliara – Bevoay – Manja – Mandabe                          | nieutwardzona                                                                                                |
| N10         | 512          | Andranovory – Beloha – Ambovombe Afovoany                   | nieutwardzona                                                                                                |
| N11         | 103          | Mananjary (miasto) – Nosy Varika                            | nieutwardzona, w złym stanie                                                                                 |
| N11a        | 125          | skrzyżowanie z N2 w Vatomandry – Ilaka Atsinana – Mahanoro  | częściowo utwardzona                                                                                         |
| N12         | 300          | Irondro – Manakara – Farafangana – Vangaindrano             | utwardzona, część drogi w złym stanie                                                                        |
| N12a        | 238          | Tôlanaro – Manantenina – Vangaindrano                       | nieutwardzona, w złym stanie                                                                                 |
| N13         | 493          | Ihosy – Ambovombe – Tôlanaro                                | nieutwardzona na odcinku Ihosy - Ambovombe; na odcinku Ambovomby – Tôlanaro utwardzona, jednak w złym stanie |
| N22         | 38           | Fenoarivo Atsinanana – Vavatenina                           | częściowo utwardzona                                                                                         |
| N24         | 45           | Mananjary – Vohilava                                        | nieutwardzona                                                                                                |
| N25         | 161          | Ambohimahasoa – Irondro – Mananjary                         | częściowo utwardzona                                                                                         |
| N27         | 275          | Ihosy – Ivohibe – Farafangana                               | częściowo utwardzona                                                                                         |
| N31         | 129          | Antsohihy – Bealanana                                       | częściowo utwardzona                                                                                         |
| N32         | 200          | Antsohihy – Mandritsara                                     | nieutwardzona                                                                                                |
| N33         | 340          | Ambatondrazaka – Ambondromamy                               | nieutwardzona                                                                                                |
| N34         | 368          | Antsirabe – Miandrivazo – Malaimbandy                       | utwardzona na odcinku Antsirabe – Miandrivazo; nieutwardzona na odcinku Miandrivazo – Malaimbandy            |
| N35         | 460          | Ambositra – Malaimbandy – Morondava                         | utwardzona; zmodernizowana w 2012 roku                                                                       |
| N41         | 41           | Ambositra – Fandriana                                       | |
| N43         | 133          | Analavory – Ampefy – Soavinandriana – Ambohibary – Sambaina | utwardzona                                                                                                   |
| N44         | 228          | Moramanga – Ambatondrazaka – Imerimandroso – Amboavory      | częściowo utwardzona                                                                                         |
| N55         | 78           | Bevoay – Morombe                                            | nieutwardzona                                                                                                |